# 스트로베리 펄
스트로베리 펄(Strawberry Perl)은 마이크로소프트 윈도우 플랫폼을 위한 펄 프로그래밍 언어 배포판이다. 특정 펄 구성 요소를 설치하기 위해 미리 준비된 소프트웨어 개발 도구에 의존하는 대부분의 다른 배포판들과는 달리 스트로베리 펄은 가장 흔히 쓰이는 도구들을 미리 구성하여 패키지한 채로 배포된다. 다른 펄 배포판들과는 출발선부터가 극명히 다르며 자체 배포판에 이러한 개발 도구들을 포함하고 있는 다른 배포판들에도 영향을 주었다. (이를테면 액티브스테이트에서 공개된 클로즈드 소스판인 액티브펄 배포판)

## 패키지된 도구
2013년 4월 기준으로 스트로베리 펄은 다음을 이룬다:
- 펄 배포판
- gcc, ld, gmake 및 기타 Binutils를 이루는 MinGW 배포판
- 스트로베리 펄이 쉽게 제거될 수 있는 윈도 설치 스크립트
- 널리 쓰이면서도 비표준인 다양한 펄 모듈.